# نماد هرمان-موگن
در هندسه، نماد هرمان-موگن برای نشان دادن عناصر تقارن در گروه‌های نقطه ای، گروه‌های صفحه و گروه‌های فضایی استفاده می‌شود. این نام از کریستالوگراف آلمانی کارل هرمان که آن را در سال ۱۹۲۸ میلادی معرفی کرد و کانی‌شناس فرانسوی چارلز ویکتور موگن که آن را در سال ۱۹۳۱ میلای اصلاح کرد گرفته شده‌است. این نماد گاهی اوقات نماد بین‌المللی نامیده می‌شود، زیرا به عنوان استاندارد توسط جداول بین‌المللی برای کریستالوگرافی از اولین ویرایش آنها در سال ۱۹۳۵ پذیرفته شد.
نماد هرمان موگن، در مقایسه با علامت گذاری شنفلیس، در کریستالوگرافی ترجیح داده می شود، زیرا می‌توان به راحتی از ان برای گنجاندن عناصر تقارن ترجمه استفاده کرد، و جهت محورهای تقارن را مشخص می‌کند.

## گروه‌های امتیازی
محورهای چرخش با عدد n نشان داده می‌شوند - ۱، ۲، ۳، ۴، ۵، ۶، ۷، ۸ … (زاویه چرخش φ = 360°/n). برای چرخش‌های نامناسب، نمادهای هرمان-موگن برخلاف علامت گذاری‌های شنفلیس و شوبنیکوف که محورهای چرخش-انعکاس را نشان می‌دهند محورهای روتووارونگی را نشان می‌دهد. محورهای روتووارون با عدد مربوط با یک ماکرون نشان داده می‌شوند، n — ۱, ۲, ۳, ۴, ۵, ۶, ۷, ۸, …  . ۲ معادل یک صفحه آینه ای است و معمولاً به صورت m نشان داده می‌شود. جهت صفحه آینه به عنوان جهت عمود بر آن (جهت ۲ محور) تعریف می‌شود.
نمادهای هرمان موگان محورها و هواپیماهای غیر معادل را به صورت متقارن نشان می‌دهند. جهت یک عنصر تقارن با موقعیت آن در نماد هرمان-موگن مطابقت دارد. اگر یک محور چرخش n و یک صفحه آینه m یک جهت داشته باشند یعنی صفحه عمود بر محور باشد n، سپس آنها را به صورت کسری نشان می‌دهندn/m یا n / متر
اگر دو یا چند محور دارای جهت یکسان باشند، محور با تقارن بیشتر نشان داده می‌شود. تقارن بالاتر به این معنی است که محور الگویی با نقاط بیشتر ایجاد می‌کند. برای مثال، محورهای چرخشی ۳، ۴، ۵، ۶، ۷، ۸ به ترتیب الگوهای ۳-، ۴-، ۵-، ۶-، ۷-، ۸ نقطه ای ایجاد می‌کنند. محورهای چرخش نامناسب ۳، ۴، ۵، ۶، ۷، ۸ به ترتیب الگوهای ۶-، ۴-، ۱۰-، ۶-، ۱۴-، ۸ نقطه ای ایجاد می‌کنند. اگر یک چرخش و یک محور معکوس چرخشی تعداد نقاط یکسانی ایجاد کنند، باید محور چرخش  انتخاب شود. برای مثال3/mترکیب ۶. از آنجایی که ۶ سبب ایجاد ۶ امتیاز می‌شود و ۳فقط ۳ ایجاد می‌کند، به جای آن باید ۶3/m (نه۶/m، چون که ۶ قبلاً دارای صفحه آینه m بوده). به‌طور مشابه، در مواردی که هر دو ۳ و ۳ وجود دارد، ۳ نوشته شود. با این حال ما می‌نویسیم4/m، نه۴/m، چون هر دو ۴ و ۴ چهار نقطه ایجاد می‌کنند. در مورد6/m، که در آن ۲، ۳، ۶، ۳ و ۶ محور وجود دارد، محورهای ۳، ۶ و ۶ نیز همگی الگوهای ۶ نقطه ای ایجاد می‌کنند، ام به دلیل محور چرخشی بودن دومی استفاده می‌شود - نماد این کار را انجام می‌دهد. بودن6/m
در نتیجه، نماد هرمان موگان به نوع آن بستگی دارد گروه.

### گروه‌های بدون محورهای مرتبه بالاتر (محورهای مرتبه سه یا بیشتر)
این گروه‌ها ممکن است فقط شامل محورهای دوگانه، صفحات آینه ای یا مرکز وارونگی باشند. اینها گروه‌های نقطه کریستالوگرافی ۱ و ۱ (سیستم کریستالی تری کلینیک)، ۲، m و2/m (مونوکلینیک)، و ۲۲۲،2/m2/m2/m و میلی‌متر ۲ (اورتورومبیک). (شکل کوتاه از2/m2/m2/m mmm است. اگر نماد دارای سه موقعیت باشدانگاه به ترتیب عناصر تقارن را در جهات x y و z نشان خواهد داد.

### گروه‌هایی با یک محور مرتبه بالاتر
- موقعیت اول - جهت اولیه - جهت z که به محور مرتبه بالاتر اختصاص داده شده‌است.
- موقعیت دوم - جهات ثانویه معادل متقارن، که عمود بر محور z هستند. اینها می‌توانند ۲، متر یا2/m
- موقعیت سوم - جهات ثالثی معادل متقارن، عبور از جهات ثانویه[نیازمند شفاف‌سازی]. اینها می‌توانند ۲، متر یا2/m

اینها گروه‌های کریستالوگرافی ۳، ۳۲، ۳ متر، ۳ و ۳2/m (سیستم کریستالی مثلثی)، ۴، ۴۲۲، ۴ میلی‌متر، ۴، ۴، ۲ متر ،4/m، و4/m2/m2/m (چهارضلعی)، و ۶، ۶۲۲، ۶ میلی‌متر، ۶، ۶ متر مربع ،6/m و6/m2/m2/m (شش ضلعی). به‌طور مشابه، علامت‌های گروه‌های غیر بلوری (با محورهای مرتبه ۵، ۷، ۸، ۹ ...) قابل ساخت می‌باشند. این گروه‌ها را در جدول زیر مرتب می‌کنیم.

می‌توان متوجه شد که در گروه‌هایی با محورهای مرتبه فرد n و n جایگاه سوم نماد همیشه وجود ندارد، زیرا تمام n جهت عمود بر محور مرتبه بالاتر، به‌طور متقارن معادل هستند. برای مثال، در تصویر یک مثلث، هر سه صفحه آینه (S 0، S 1، S 2) معادل هستند - همه آنها از یک راس و مرکز ضلع مقابل عبور می‌کنند. برای مرتبه زوج محورهای n و n n/2 جهت ثانویه وn/2 جهت سوم وجود دارد. برای مثال، در تصویر یک شش ضلعی منظم می‌توان دو مجموعه از صفحات آینه ای را تشخیص داد و سه صفحه از دو رأس مخالف و سه صفحه دیگر از مراکز اضلاع مخالف عبور می‌کنند. در این مورد هر یک از دو مجموعه را می‌توان به عنوان جهت ثانویه انتخاب کرد، مجموعه بقیه جهت‌های سوم خواهد بود. از این رو گروه‌های ۴ 2 m, ۶ 2 m, ۸ 2 m, … را می‌توان به صورت ۴ m 2, ۶ m 2, ۸ m 2, نوشت. .  . برای نمادهای گروه‌های نقطه ای، این ترتیب عموماً اهمیتی ندارد. با این حال، برای نمادهای هرمان موگان و گروه‌های فضایی متناظر، که در آن جهت‌های ثانویه جهات عناصر تقارن در امتداد ترجمه‌های سلول واحد b و c هستند، مهم خواهد بود، در حالی که جهت‌های سوم مربوط به جهت بین ترجمه‌های سلول واحد b و c هستند. به عنوان مثال، نمادهای P ۶ m 2 و P ۶ 2 m دو گروه فضایی متفاوت را نشان می‌دهند. این همچنین در مورد نمادهای گروه‌های فضایی با محورهای ۳ و ۳ مرتبه فرد نیز صدق می‌کند. عناصر تقارن عمود برهم می‌توانند در امتداد ترجمه‌های سلول واحد b و c یا بین آنها حرکت کنند. گروه‌های فضایی P321 و P312 به ترتیب نمونه‌هایی از موارد اول و دوم هستند.
نماد نقطه گروه ۳2/m ممکن است گیج کننده باشد. علامت گذاری شونفلیز مربوط D 3 d است، به این معنی که گروه شامل ۳ محور، سه محور عمود بر ۲ برابر، و ۳ صفحه مورب عمودی است که از بین این محورهای ۲ برابری عبور می‌کنند، بنابراین به نظر می‌رسد که گروه را می‌توان نشان داد. به عنوان ۳۲ متر یا ۳ متر مربع. با این حال، باید به یاد داشته باشید که برخلاف نماد شونفلیز، جهت یک صفحه در نماد هرمان-موگن به عنوان جهت عمود بر صفحه تعریف می‌شود، و در گروه D 3 d همه صفحات آینه بر محورهای ۲ برابری عمود هستند. در نتیجه آنها باید حتماً در همان موقعیت نوشته شوند2/m دوم، اینها2/m یک مرکز وارونگی ایجاد می‌کنند که ترکیب آن با محور چرخش ۳ ایجاد می‌کند.
گروه‌های دارای n = ∞ به عنوان گروه‌های محدود یا گروه‌های کوری نامیده می‌شوند.

### گروه‌هایی با چندین محور مرتبه بالاتر
اینها گروه‌های کریستالوگرافی یک سیستم کریستالی مکعبی هستند: ۲۳، ۴۳۲،2/m ۳, ۴ 3 m, and4/m ۳2/m که همه آنها شامل چهار محور ۳ برابری مورب هستند. این محورها به صورت محورهای ۳ برابری در یک مکعب مرتب شده‌اند که در امتداد چهار مورب فضایی آن هدایت شده‌اند (مکعب دارای4/m ۳2/m). این علامت گذاری‌ها به روش زیر ساخته می‌شوند:
- موقعیت اول - جهات معادل متقارن محورهای مختصات x , y، و z. آنها به دلیل وجود محورهای مورب ۳ برابری معادل هستند.
- موقعیت دوم - مورب ۳ یا ۳ محور.
- موقعیت سوم - جهت‌های مورب بین هر دو از سه محور مختصات x , y، و z. اینها می‌توانند ۲، متر یا2/m

تمام نمادهای هرمان-موگن ارائه شده در بالا نمادهای کامل نامیده می‌شوند. برای بیشتر گروه‌ها می‌توان آنها را با حذف محورهای چرخش n برابر در داخل ساده کردn/m موقعیت. این را می‌توان در صورتی انجام داد که بتوان محور چرخش را به شکلی واضح از ترکیب عناصر تقارن ارائه شده در نماد به دست آورد. برای مثال، نماد کوتاه برای2/m2/m2/m mmm است، برای4/m2/m2/m است4/m mm و برای4/m ۳2/m m ۳ m است. در گروه‌هایی که دارای یک محور مرتبه بالاتر هستند، نمی‌توان این محور مرتبه بالاتر را حذف کرد. برای مثال، نمادها4/m2/m2/m و6/m2/m2/m می‌توان به 4/ mmm (یا4/m میلی‌متر) و 6 / MMM (یا6/m میلی‌متر)، اما به MMM نیست؛ نماد کوتاه برای ۳2/m ۳ متر است. نمادهای کامل و کوتاه برای هر ۳۲ گروه نقطه کریستالوگرافی در صفحه گروه‌های نقطه کریستالوگرافی آورده شده‌است.
علاوه بر این پنج گروه مکعب، دو گروه بیست وجهی غیر کریستالوگرافی (من و من ساعت در آن وجود دارد نماد شونفیلز) و دو گروه محدود (K و K در ساعت در نماد شونفیلز). نمادهای هرمان موگان برای گروه‌های غیر کریستالوگرافی طراحی نشده‌اند، پس نمادهای آنها نسبتاً اسمی هستند و بر اساس شباهت به نمادهای گروه‌های کریستالوگرافی یک سیستم کریستالی مکعبی هستند. گروه I را می‌توان با ۲۳۵، ۲۵، ۵۳۲، ۵۳ نشان داد. نمادهای کوتاه ممکن برای I h m ۳۵, m ۵, m ۵ m, ۵۳ m هستند. نمادهای ممکن برای گروه حدی K ∞∞ یا ۲∞ و برای K h هستند∞/m ∞ یا m ∞ یا ∞∞ m.
گروه‌های هواپیما را می‌توان با استفاده از سیستم هرمان-موگن به تصویر کشید. حرف اول p یا c کوچک است تا سلول‌های واحد ابتدایی یا مرکزی را نشان دهد. همان‌طور که در بالا گفته شد عدد بعدی تقارن دورانی است. وجود سطوح آینه ای با m نشان داده می‌شود، در حالی که بازتاب‌های سر خوردن فقط با g نشان داده می‌شوند. محورهای پیچ به صورت دو بعدی وجود ندارند، بلکه به فضای سه بعدی نیاز دارند.

## گروه‌های فضایی
نماد یک گروه فضایی با ترکیب حرف بزرگی که نوع شبکه را توصیف می‌کند با نمادهایی که عناصر تقارن را مشخص می‌کنند، تعریف می‌شود. عناصر تقارن به همان ترتیبی که در نماد گروه نقطه متناظر وجود دارد (گروهی که در صورت حذف همه اجزای انتقالی از گروه فضایی به دست می‌آید) مرتب می‌شوند. نمادهای عناصر تقارن متنوع‌تر هستند، زیرا علاوه بر محورهای چرخشی و صفحات آینه‌ای، گروه فضایی ممکن است حاوی عناصر تقارن پیچیده‌تری باشد - محورهای پیچ (ترکیب چرخش و ترجمه) و سطوح لغزنده (ترکیبی از بازتاب آینه و ترجمه). در نتیجه، بسیاری از گروه‌های فضایی مختلف می‌توانند با یک گروه نقطه مطابقت داشته باشند. به عنوان مثال، با انتخاب انواع مختلف شبکه و سطوح لغزنده می‌توان ۲۸ گروه فضایی مختلف را از گروه نقطه mmm ایجاد کرد، به عنوان مثال. Pmmm, Pnnn, Pccm, Pban, Cmcm, Ibam, Fmmm, Fddd.

### انواع مشبک
اینها انواع شبکه Bravais در سه بعدی هستند:
- P - ابتدایی
- I - بدن در مرکز (از آلمانی "Innenzentriert")
- F - وسط صورت (از آلمانی "Flächenzentriert")
- A - پایه فقط روی A در مرکز قرار دارد
- B - پایه فقط روی B وجه متمرکز شده‌است
- C - پایه فقط بر روی وجه‌های C متمرکز شده‌است
- R - Rhombohedral

### محورهای پیچ
محور پیچ با عدد n مشخص می‌شود، جایی که زاویه چرخش آن است360°/n سپس درجه ترجمه به عنوان یک زیرنویس اضافه می‌شود که نشان می‌دهد ترجمه چقدر در امتداد محور است، به عنوان بخشی از بردار شبکه موازی. به عنوان مثال، 2 1 یک چرخش ۱۸۰ درجه (دو برابر) است که با ترجمه ای از1/2 بردار شبکه. 3 1 یک چرخش ۱۲۰ درجه (سه برابری) است که با ترجمه ای از1/3 از بردار شبکه.
محورهای پیچ ممکن عبارتند از: 2 1, 3 1, 3 2, 4 1, 4 2, 4 3, 6 1, 6 2, 6 3, 6 4, و 6 5. ۴ جفت محور انانتیومورفیک وجود دارد: (3 1 - 3 2)، (4 1 - 4 3)، (6 1 - 6 5)، و (6 2 - 6 4). این انانتیومورفیسم منجر به ۱۱ جفت گروه فضایی انانتیومورفیک می‌شود
| سیستم کریستالی             | چهار ضلعی      | چهار ضلعی         | چهار ضلعی            | سه ضلعی         | سه ضلعی            | سه ضلعی            | شش ضلعی         | شش ضلعی         | شش ضلعی            | شش ضلعی            | مکعبی              |
| -------------------------- | -------------- | ----------------- | -------------------- | --------------- | ------------------ | ------------------ | --------------- | --------------- | ------------------ | ------------------ | ------------------ |
| گروه اول {{سخ}} شماره گروه | P4 1 {{سخ}} 76 | P4 1 22 {{سخ}} 91 | P4 1 2 1 2 {{سخ}} 92 | P3 1 {{سخ}} 144 | P3 1 12 {{سخ}} 152 | P3 1 21 {{سخ}} 151 | P6 1 {{سخ}} 169 | P6 2 {{سخ}} 171 | P6 1 22 {{سخ}} 178 | P6 2 22 {{سخ}} 180 | P4 1 32 {{سخ}} 213 |
| گروه دوم {{سخ}} شماره گروه | P4 3 {{سخ}} 78 | P4 3 22 {{سخ}} 95 | P4 3 2 1 2 {{سخ}} 96 | P3 2 {{سخ}} 145 | P3 2 12 {{سخ}} 154 | P3 2 21 {{سخ}} 153 | P6 5 {{سخ}} 170 | P6 4 {{سخ}} 172 | P6 5 22 {{سخ}} 179 | P6 4 22 {{سخ}} 181 | P4 3 32 {{سخ}} 212 |

### هواپیماهای سر خوردن
بسته به محوری که لغزش در امتداد آن قرار دارد، سطوح سر خوردن با a , b یا c مشخص می‌شوند. همچنین n glide که یک لغزش در امتداد نصف مورب یک وجه است و d glide که در امتداد یک چهارم وجه یا مورب فضای سلول واحد است نیز وجود دارد. d glide اغلب صفحه لغزنده الماس نامیده می‌شود زیرا در ساختار الماس ظاهر می شود.
- a , b یا c ترجمه را در امتداد نیمی از بردار شبکه این وجه می‌لغزند.
- n ترجمه سر خوردن در امتداد نصف مورب وجه.
- d صفحات سر خوردن با ترجمه در امتداد یک چهارم مورب وجه یا یک مورب فضایی.
- الکترونیک دو غلت‌ها با هواپیما سر خوردن همان و ترجمه در دو (مختلف) بردار نیمه شبکه.